# Suchodolina (gromada)
Suchodolina – dawna gromada, czyli najmniejsza jednostka podziału terytorialnego Polskiej Rzeczypospolitej Ludowej w latach 1954–1972.
Gromady, z gromadzkimi radami narodowymi (GRN) jako organami władzy najniższego stopnia na wsi, funkcjonowały od reformy reorganizującej administrację wiejską przeprowadzonej jesienią 1954 do momentu ich zniesienia z dniem 1 stycznia 1973, tym samym wypierając organizację gminną w latach 1954–1972.
Gromadę Suchodolina z siedzibą GRN w Suchodolinie utworzono – jako jedną z 8759 gromad – w powiecie sokólskim w woj. białostockim, na mocy uchwały nr 22/V WRN w Białymstoku z dnia 4 października 1954. W skład jednostki weszły obszary dotychczasowych gromad Suchodolina, Wesołowo, Wiązówka, Sławno, Jałówka, Sadowo i Brzozowo oraz miejscowość Bagny kolonia z dotychczasowej gromady Bagny ze zniesionej gminy Dąbrowa w tymże powiecie. Dla gromady ustalono 16 członków gromadzkiej rady narodowej.
1 stycznia 1956 roku gromadę przyłączono do nowo utworzonego powiatu dąbrowskiego.
31 grudnia 1961 do gromady Suchodolina włączono wsie Bagny i Wroczyńszczyzna ze zniesionej gromady Pokośna.
Gromada przetrwała do końca 1972 roku, czyli do kolejnej reformy gminnej.